# جانيت هاردي
جانيت هاردي (بالإنجليزية: Janet Hardy)‏ هي كاتِبة أمريكية، ولدت في عقد 1960.